# Periana (kommunhuvudort)
Periana är en kommunhuvudort i Spanien.   Den ligger i provinsen Provincia de Málaga och regionen Andalusien, i den södra delen av landet, 400 km söder om huvudstaden Madrid. Periana ligger 569 meter över havet och antalet invånare är 3 404.
Terrängen runt Periana är lite bergig, och sluttar söderut. Runt Periana är det ganska tätbefolkat, med 116 invånare per kvadratkilometer. Närmaste större samhälle är Vélez-Málaga, 18,3 km söder om Periana. Trakten runt Periana består till största delen av jordbruksmark.